# Урсула Ле Гуин
Урсула Крьобер Ле Гуин (на английски: Ursula Kroeber Le Guin) е американска писателка и поетеса, авторка на романи, поезия, детски книги и есета, преди всичко известна със своята научна фантастика и фентъзи.

## Биография и творчество
Урсула Крьобер Ле Гуин е родена на 21 октомври 1929 г. в Бъркли, щата Калифорния, САЩ. Дъщеря е на известния американски антрополог Алфред Луис Крьобер и на писателката Теодора Крьобер.
Завършва бакалавърска степен по френска и италианска Ренесансова литература в колежа Радклиф в Кембридж, Масачузетс през 1951 г. като член на почетното общество Фи Бета Капа. През 1952 г. получава магистърска степен по френска и италианска филология в Колумбийския университет, след което започва докторантура и спечелва стипендия Фулбрайт за изследователска дейност във Франция. През 1953 г., по време на пътуването си към Франция, Ле Гуин се запознава с историка Чарлз Ле Гуин, за когото се омъжва в Париж през декември същата година и прекъсва докторантурата си. Преподава френски и работи като секретарка до раждане на първата им дъщеря Елизабет през 1957 г. През 1959 г. се ражда втората им дъщеря Керълайн и семейството се мести в Портланд, Орегон, където през 1964 г. се ражда и синът им Теодор.
Първоначално Ле Гуин пише стихове и повести за измислената страна Орсиния, които биват отхвърляни от издателите. Първата ѝ публикация е разказът An die Musik през 1961 г.
Урсула Ле Гуин се счита за една от най-добрите авторки на научна фантастика. Често изследва даоистки, анархистки, феминистки, социологически и психологически теми. Носителка е на множество престижни литературни награди, сред които: 8 награди „Хюго“, 6 награди „Небюла“, 24 награди „Локус“, 3 мемориални награди „Джеймс Типтри-младши“, 1 мемориална награда „Теодор Стърджън", 3 награди „Уърлд Фентъзи“ (сред които 1 за цялостно творчество за 1995 г.), 1 награда „Гранд Мастър“ на Асоциацията на американските автори на научна фантастика (Science Fiction and Fantasy Writers of America) за 2003 г. През 2001 г. името на писателката е включено в Залата на славата на научната фантастика.
Анархистическата тематика в научната фантастика на Урсула К. Ле Гуин има чести препратки с критики на държавната власт, съчетани с отхвърлянето й на капитализма и очевидното й очарование от алтернативните системи на политическата икономия. Това е достатъчно, за да бъде поставена в рамките на анархистката традиция. От време на време тя изрично е възприемала тази традиция. Льо Гуин е, освен всичко друго, популяризатор на анархистките идеи.
Творбите ѝ (като книгите за „Землемория“) са фокусирани изключително върху човешките отношения и развитие.
Ле Гуин умира в дома си в Портланд, Орегон на 22 януари 2018 г. на 88-годишна възраст.

## Избрани произведения
Произведения, преведени на български език:

### Землемория (Earthsea)

#### Романи
1. Магьосникът от Землемория (A Wizard of Earthsea), 1968
2. Гробниците на Атуан (The Tombs of Atuan), 1971
3. Най-далечният бряг (The Farthest Shore), 1972
4. Техану (Tehanu:The Last Book of Earthsea), 1990, награда „Небюла“
5. Другият вятър (The Other Wind), 2001

#### Разкази
- Думата за освобождаване (The Word of Unbinding), 1975
- Правилото за имената (The Rule of Names), 1975

#### Сборници
- Приказки от Землемория (Tales from Earthsea), 2001
- Землемория – сборник от част 1 – 4 (The Earthsea Quartet), 1993

(Забележка: Сборникът „Приказки от Землемория“ е също част от този цикъл, и попада хронологически между „Техану“ и „Другият вятър“).

### „Хейнски цикъл“ или „Екумен“ (Hainish CycleилиEkumen Cycle)

#### Романи
1. Светът на Роканон (Rocannon`s World), 1966
2. Планета на изгнаници (Planet of Exile), 1966
3. Градът на илюзиите (City of Illusions), 1967
4. Лявата ръка на мрака (The Left Hand of Darkness), 1969, награда „Хюго“, награда „Небюла“
5. Светът се нарича дъбрава (The Word for World is Forest), 1976, награда „Хюго“
6. Освободеният (The Dispossessed: An Ambiguous Utopia), 1974, награда „Хюго“, награда „Небюла“

#### Новели и разкази
- Огърлицата на Семпли (The Dowry of Angyar), 1964 или (Semley's Necklace), 1975
- Бавно като империите и дори по-бавно от тях (Vaster Than Empires and More Slow), 1971 – новела
- Историята на шобите (The Shobies' Story), 1990
- Предателства (Betrayals), 1994 – новела
- Денят на прошката (Forgiveness Day), 1994 – новела
- Син на народа (A Man of the People), 1994 – новела
- Пътят на една жена към свободата (A Woman's Liberation), 1994 – новела
- Въпросът за Сегри (The Matter of Seggri), 1994 – новела
- Самота (Solitude), 1994 – новела, награда Небюла

#### Сборници
- Четири пъти към прошката (Four Ways to Forgiveness), 1995
- Лявата ръка на мрака, том 1 (Three Hainish Novels), 1978 – компилация от части 1-3

### „Летописи на Западния бряг“ или „Хроники на Западния бряг“ (Annals of the Western ShoreилиChronicles of the Western Shore)

#### Романи
1. Дарби (Gifts), 2004
2. Гласове (Voices), 2006
3. Сили (Powers), 2007, награда „Небюла“

### „Орсиния“ (Orsinia)

#### Новели и разкази
- Въображаеми страни (Imaginary Countries), 1973
- Дневникът на розата (The Diary of the Rose), 1976 – новела
- Братя и сестри (Brothers and Sisters), 1976 – новела
- Седмица в провинцията (A Week in the Country), 1976 – новела
- Отключване на въздуха (Unlocking the Air), 1990

### „Винаги завръщащи се у дома“ (Always Coming Home)

#### Разкази
- Лъвът на Мей (May's Lion), 1983

### Други романи
- Грънчарското колело на рая (The Lathe of Heaven), 1971

### Други разкази и новели
- Април в Париж, изд. и като Един пролетен ден (April in Paris), 1962
- Учителите (The Masters), 1963
- Девет живота (Nine Lives), 1969
- Посоката на пътя (Direction of the Road), 1973
- Онези, които напускат Омелас (The Ones who Walk away from Omelas), 1973, награда Хюго
- Авторът на семената от акация (The Author of the Acacia Seeds), 1974
- Звездите отдолу (The Stars Below), 1974
- Лабиринти (Mazes), 1975
- С очите и сърцето (The Eye Altering), 1976
- Водата е широка (The Water Is Wide), 1976
- Арфата на Гуилан (Gwilan's Harp), 1977
- КН (QN), 1978
- Пътеките на желанията (The Pathways of Desire), 1979 – новела
- Бялото магаре (The White Donkey), 1980
- Разказът на съпругата (The Wife's Story), 1982
- Юг (Sur), 1982
- Дребна пара (Small Change), 1982
- Изкачването по северната стена (The Ascent of the North Face), 1983
- Тя ги разименува (She Unnames Them), 1985
- Конски лагер (Horse Camp), 1986
- Четири и половина (Half Past Four), 1987 – новела
- Момичето от Бъфало, няма ли да излезе тази вечер (Buffalo Gals, Won't You Come Out Tonight), 1987 – новела, награда Хюго
- Длан, чаша, раковина (Hand, Cup, Shell), 1989
- Текстовете (Texts), 1990
- Сомнамбули (Sleepwalkers), 1991
- Първият контакт с горгоноидите (The First Contact with the Gorgonids), 1992
- Бракониерът (The Poacher), 1993
- Етер или (Ether OR), 1995 – новела
- Изгубени деца (The Lost Children), 1996
- Мълчанието на Асону (The Silence of the Asonu), 1998
- Летците на Ги (The Flyers of Gy: An Interplanetary Tale), 2000
- Диви момичета (The Wild Girls), 2002 – новела

### Други сборници
- Реално и нереално (The Unreal and the Real), 2016

### Поезия
- Старци на водопада (The Elders at the Falls), 2010